# 班簋

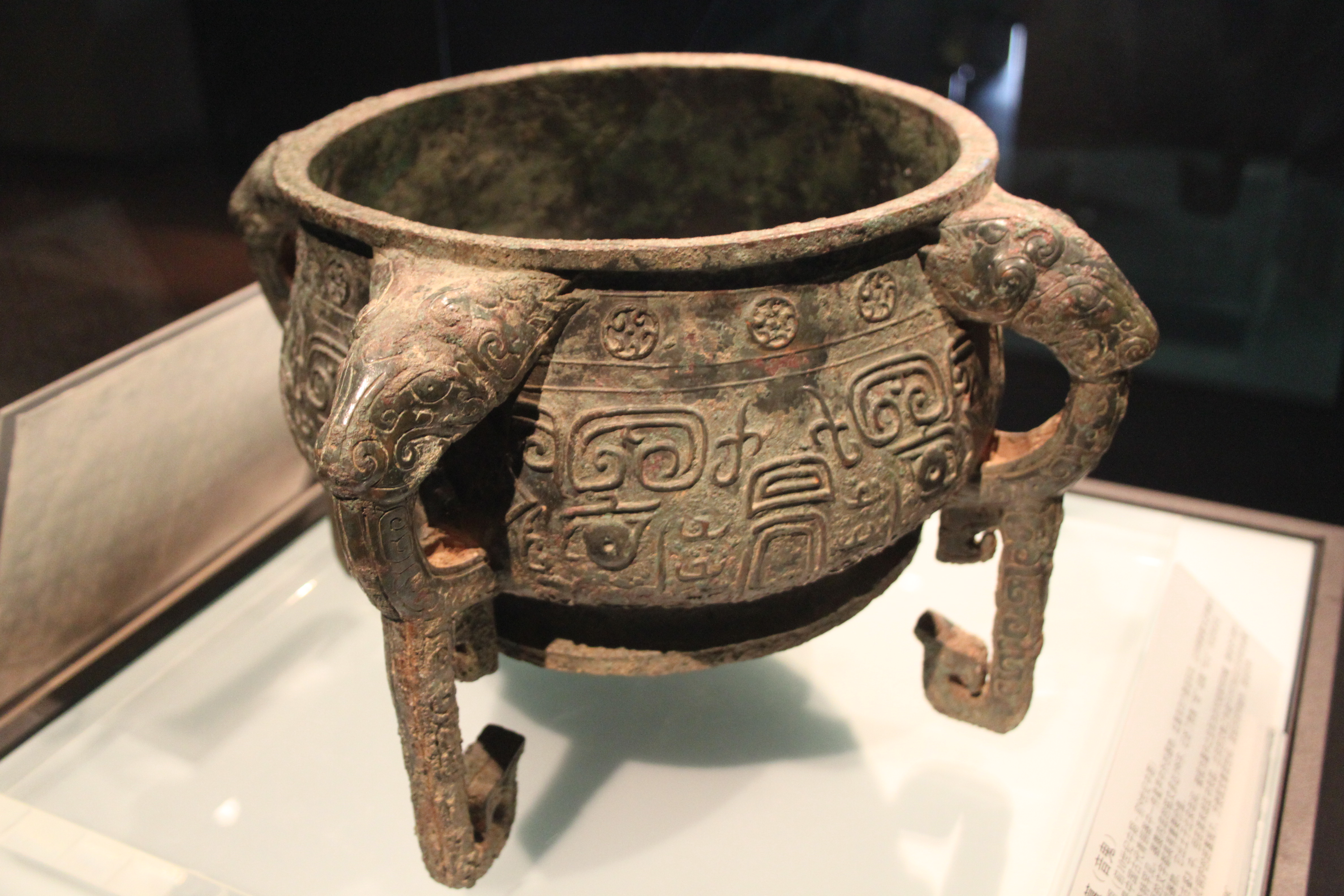
班簋

班簋是西周中期的青铜酒器。班簋内有铭文190余字，铭文講述的是周天子讓毛伯接替虢公的官职，让其辅佐周王室，然後毛伯率軍討伐瘠戎，最終班师回朝。班簋的主人是毛班，有學者認為他是周穆王時代的人，也有人認為班簋的年代為周成王時期。
班簋出土時間未知，乾隆時就已由故宫收藏，《西清古鉴》第十三卷就提到了毛伯彝，即班簋。八国联军侵占北京时班簋流落至他處。1972年北京文物工作者在有色金属供应站从废铜中拣出班簋，修复後先由北京市文物局收藏。後來又被首都博物館收藏。